# Куп'янський цукровий комбінат
Куп'янський цукровий комбінат — підприємство харчової промисловості в місті Куп'янськ Харківської області.

## Історія
Куп'янський цукровий завод був побудований в ході індустріалізації відповідно до другої п'ятирічки введений в експлуатацію в 1937 році, проектна потужність підприємства забезпечувала можливість переробляти 25 тис. центнерів цукрових буряків на добу.
Під час другої світової війни у зв'язку з наближенням до міста лінії фронту обладнання підприємства було евакуйовано в місто Коканд, заводські будівлі та споруди серйозно постраждали в ході бойових дій та німецької окупації. У 1946 році відповідно до четвертого п'ятирічного плану відновлення та розвитку народного господарства СРСР почалося відновлення заводу, на якому було встановлено більш сучасне обладнання.
У 1948 році відновлення підприємства було завершено, у 1949 році завод дав першу післявоєнну продукцію (цукор-пісок). У 1954 році в результаті об'єднання Куп'янського цукрового заводу та Киселівського радгоспу було створено Куп'янський цукровий комбінат. У 1954 – 1965 рр. підприємство було повністю реконструйовано, переробні потужності були збільшені з 26 тис. центнерів до 35 тис. тонн центнерів цукрових буряків на добу. У 1978 році комбінат виробив 122,8 тис. тонн цукру-піску, виробничі потужності підприємства становили 40 тис. центнерів цукрових буряків на добу. За радянських часів комбінат входив до числа провідних підприємств міста Куп'янськ, на балансі підприємства знаходились об'єкти соціальної інфраструктури (у тому числі, лікарня та клуб).
У липні 1995 року Кабінет міністрів України ухвалив рішення про приватизацію комбінату, після чого державне підприємство було перетворено на відкрите акціонерне товариство, власником якого стала київська компанія ВАТ "Цукровий союз «Укррос»". У 2001 році комбінат переробив 326 тис. тонн цукрової сировини, досяг найвищого виходу цукру з сировини(14,28% - за середнього по Україні 13,38%) і виробив 43,8 тис. тонн цукру.
У 2002 році у зв'язку з неврожаєм цукрових буряків обсяги виробництва зменшилися на 11 тис. тонн (до 11 листопада 2002 року завод виробив 26,5 тис. тонн цукру, після чого у зв'язку з витратою сировини було зупинено і надалі працював не на повну потужність). У 2003 році комбінат виробив 23,2 тис. тонн цукру. У 2004 році завод переробив 272,9 тис. тонн буряків, з яких виробив 37,4 тис. тонн цукру.  Становище підприємства ускладнилося (частину сировини довелося закуповувати за межами Харківської області, що збільшило витрати). У грудні 2004 року господарський суд Харківської області порушив справу №Б-48/08-04 про визнання банкрутом ВАТ "Куп'янський цукровий комбінат". У першому півріччі 2005 року комбінат витратив понад 7 млн. гривень на створення власної сировинної бази і виробив у 2005 році 29,3 тис. тонн цукру. У 2006 році комбінат переробив 272,5 тис. тонн буряків і виробив 34,8 тис. тонн цукру.
Економічна криза, що почалася у 2008 році ускладнила становище комбінату, навесні 2009 року власники підприємства прийняли рішення про закриття та ліквідацію заводу. 14 липня 2010 року суд виніс ухвалу про санацію комбінату, після чого українсько-турецьке підприємство, що купило завод, ухвалило рішення про демонтаж обладнання на металобрухт.